# Bárcena
Bárcena – drzemiący wulkan stożkowy na Oceanie Spokojnym, w archipelagu meksykańskich wysp wulkanicznych Revillagigedo, w południowej części wyspy San Benedicto, wchodzący w skład Kordyliery Wulkanicznej, położony w odległości ok. 354 km na południowy wschód od przylądka Cabo San Lucas na Półwyspie Kalifornijskim.
Bárcena wznosi się na wysokość 332 m n.p.m. Podstawa wulkanu ma średnicę 700 metrów. Stożek powstał w wyniku kilku erupcji w połowie XX wieku. Pierwsza erupcja rozpoczęła się we wczesnych godzinach porannych 1 sierpnia 1952 roku i oceniona została na 3 stopnie w skali eksplozywności erupcji wulkanicznych. Wybuch ten spowodował wydobycie się ogromnej ilości popiołu i skał wulkanicznych, w wyniku czego doszło do poszerzenia linii brzegowej wyspy o 274 metry i ukształtowania się podstawy wulkanu. Druga erupcja miała miejsce we wrześniu tego samego roku. Spowodowała ona utworzenie się krateru w powstałej w wyniku pierwszego wybuchu kopule. 8 grudnia 1952 roku ogromne ilości lawy spłynęły do Oceanu Spokojnego, tworząc wokół wyspy platformę bazaltową. Wulkan ostatecznie uspokoił się w marcu 1953 roku.